# Anton Eduard Wollheim da Fonseca

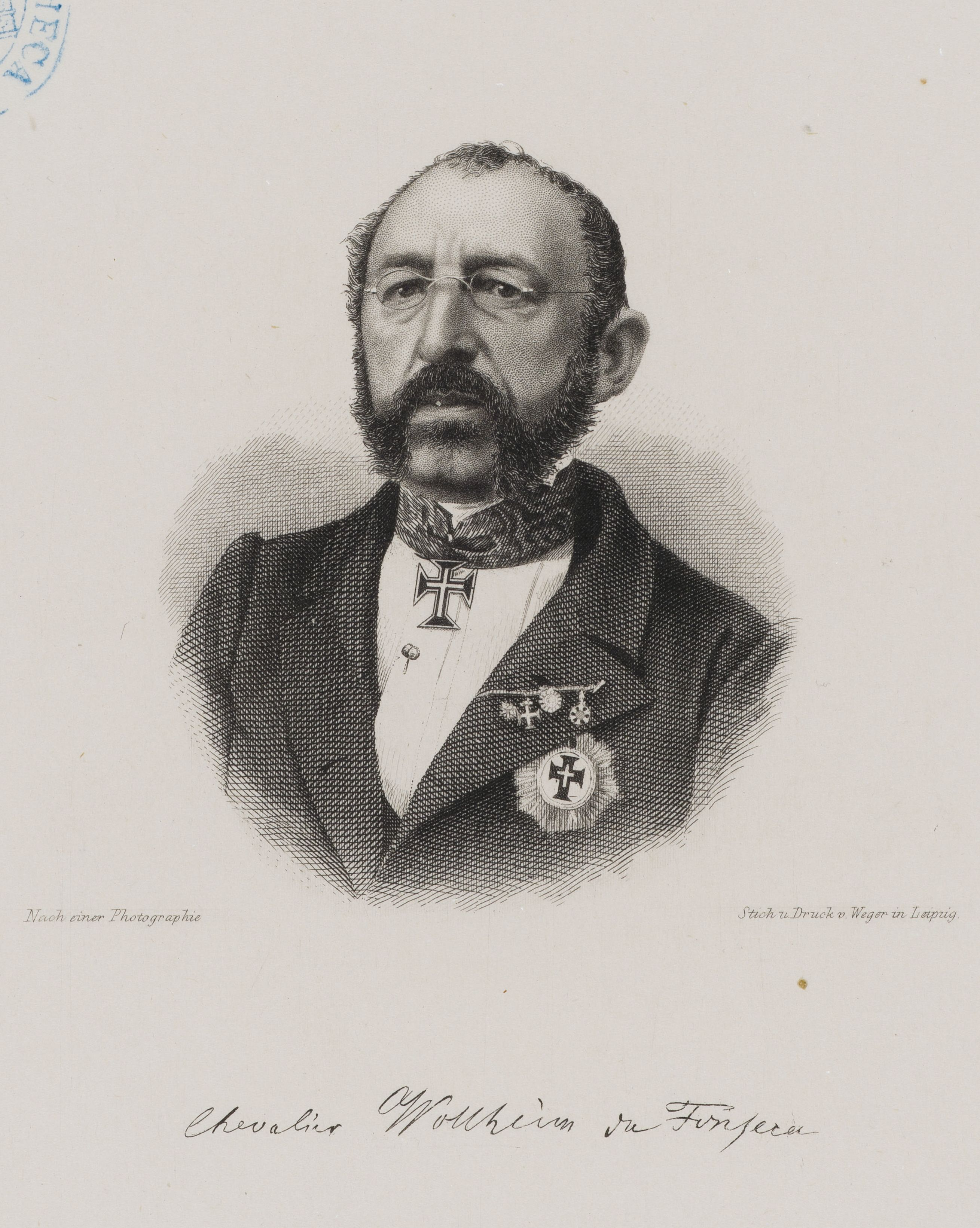
Kupferstich von August Weger

Anton Eduard Wollheim da Fonseca, auch Wollheim von Secka (* 12. Februar 1810 in Hamburg; † 24. Oktober 1884 in Berlin), war ein deutscher Schriftsteller, Dramaturg, Sprachwissenschaftler und Diplomat.

## Leben
Der Sohn des jüdischen Kaufmanns Hirsch Wollheim und dessen Frau Antonie geb. von Secka studierte nach seiner Gymnasialzeit in Breslau und Hamburg  Philosophie, Philologie, Geschichte und Staatswissenschaften in Berlin und promovierte dort 1831 über Sanskrit-Texte.
Bei einem anschließenden Studienaufenthalt in Paris verlobte sich Wollheim mit der Tochter eines portugiesischen Adligen und kämpfte dadurch motiviert im Portugiesischen Bürgerkrieg in der Armee des Dom Pedro.
Nach rascher Beförderung zum Leutnant wegen ungewöhnlicher Tapferkeit wurde er durch Lanzenstiche schwer verwundet und quittierte den Dienst. Für seine Verdienste um die Sache Dom Pedros wurde er später von dessen Tochter Maria II. in den Ritterstand erhoben (Christusorden). Im Vorfeld erfolgte wahrscheinlich der Übertritt zum Katholizismus, im Zuge der Erhebung in den Ritterstand wurde Wollheim der Titel „chevalier de Fonseca“ verliehen.
Nach dem Tod seiner Verlobten arbeitete Wollheim da Fonseca einige Jahre in Kopenhagen in der königlichen Bibliothek an der Katalogisierung der Sanskrit- und Pali-Manuskripte. Er erhielt die Position eines Privat-Sekretärs des dänischen Königs.
Von 1838 bis 1840 lebte er in Wien, wo er sich um eine diplomatische Tätigkeit für die österreichische Sache bemühte, sich wegen zu liberaler Ansichten aber nicht halten konnte. Eine Bewerbung um eine Professur für Sanskrit 1840 in Leipzig wurde abgelehnt, weil er katholisch war.
In den Jahren 1842 bis 1848 war Wollheim da Fonseca Dramaturg am Hamburgischen Stadttheater. Gleichzeitig war er ab 1847 als Staatsdolmetscher für 11 Sprachen akkreditiert. 1842 heiratete er Dorothea Alexandrie Marie verwitwete Goldschmidt, geb. Leffmann, aus Kopenhagen. Von 1849 bis 1852 war Wollheim da Fonseca Dozent der „orientalischen und neueren occidentalischen Sprachen“ an der Berliner Universität und gleichzeitig Korrespondent des Londoner Morning Chronicle.
In dieser Zeit war er auch Mitglied der literarischen Vereinigung Tunnel über der Spree und mit Theodor Fontane befreundet.
Er zog zwischenzeitlich wieder nach Wien, bevor er 1858 bis 1861 die Leitung des Hamburger Stadttheaters übernahm. Nach weiteren Aufenthalten in Wien und Paris gründete Wollheim da Fonseca 1868 in der Hamburger Vorstadt St. Georg das Flora-Theater, ein Saisontheater, das jedoch nur kurze Zeit bestand.
Im Deutsch-Französischen Krieg 1870–1871 übernahm er die Redaktion des Moniteur officiel du Gouvernement general à Reims, einer im deutschen Interesse ausgerichteten Zeitung für das besetzte Frankreich. Für diese erfolgreiche Tätigkeit wurde er mit dem Eisernen Kreuz ausgezeichnet. Sein Versuch, sich 1878 in Berlin zu habilitieren, scheiterte am Einspruch der Professorenschaft.
Wollheim da Fonsecas letzte Jahre waren durch finanzielle Schwierigkeiten geprägt. Er war auf Zuwendungen eines vermögenden Verwandten, Caesar Wollheim, angewiesen. Eine späte Heirat mit Antonie Romanowska aus St. Petersburg war wohl unstandesgemäß und gefährdete diese Zuwendungen.
Wollheim da Fonseca faszinierte seine Zeitgenossen durch seine Eloquenz und sein Sprachtalent. Der mit ihm befreundete Theodor Fontane kolportiert das Bonmot, „er spräche dreiunddreißig Sprachen und löge in vierunddreißig“, womit auf eine Neigung zu Übertreibungen angespielt wurde.
In Wollheims Bearbeitung gelangte 1854 Goethes Faust II zum ersten Mal auf die Bühne. Unter anderem schrieb er Indiscretionen eines patriotischen Reptils, 1883/1884 (Memoiren) und Neue Indiscretionen, 1884. Wollheim da Fonseca übertrug die Frithjofssage aus dem Schwedischen (1840) und Die Lusiaden aus dem Portugiesischen (1879) ins Deutsche. Er verfasste mehrere Sprachlehrbücher und Wörterbücher sowie Bühnenwerke, Abhandlungen zur Geschichte und viele weitere Werke.
Anton Eduard Wollheim da Fonseca starb 1884 im Alter von 74 Jahren in Berlin und wurde auf dem dortigen St.-Hedwig-Friedhof an der Liesenstraße beigesetzt. Das Grabmal ist nicht erhalten.

## Werke (Auswahl)
Wissenschaftliche Arbeiten
- De nonnullis Padmapurâni capitibus. Promotionsschrift, Berlin 1831.
- Lokanîti. Ethische Sprüche in der Pali-Sprache.
- Lexicon latino-sanscritum. Hamburg, 1840.
- Kurzgefaßte Mythologie aller Völker der Erde. Schuberth & Co, Hamburg 1849, (Digitalisat)
- Mythologie des alten Indien. Gustav Hempel, Berlin 1856 (Digitalisat).
- Portugiesisch-deutsches und deutsch-portugiesisches Wörterbuch. 2 Bände, 3. Auflage, Leipzig 1877.

### Herausgeber
- Die National-Literatur sämtlicher Völker des Orients.Eine prosaische und poetische Anthologie aus den besten Schriftstellern des gesamten Orients mit erläuternden, kritischen, literarischen und biographischen Notizen.
  - 1. Band. Gustav Hempel, Berlin 1873, (Digitalisat)
  - 2. Band. Gustav Hempel, Berlin 1873, (Digitalisat)
- Die National-Literatur der Skandinavier. Eine prosaische und poetische Anthologie aus den besten nordischen Schriftstellern, mit erläuternden, kritischen, literarischen und biographischen Notizen.
  - 1. Band. Die altnordische Literatur. Gustav Hempel, Berlin 1875, (Digitalisat)
  - 2. Band. Die dänische und norwegische Literatur. Gustav Hempel, Berlin 1876, (Digitalisat)
  - 3. Band. Die schwedische Literatur. Nebst Namen- und mythologischem Register. Gustav Hempel, Berlin 1877, (Digitalisat)

Politische Schriften
- Geschichte des deutschen Freiheitskrieges in den Jahren 1813, 14 und 15. Berendsohn, Hamburg 1840.
- Die Moldau und Wallachei oder l'Union ne fait pas la force. Fritz Schuberth, Hamburg 1857, (Digitalisat)
- La question italienne. Leipzig 1863.
- L'Autriche et la Pologne. Leipzig 1863.
- La question danoise. Leipzig 1863
- Die Bundesreform. Leipzig 1863.
- Pourquoi trembler? oder Oesterreich und der napoleonische Congreß. Leipzig 1864.
- Der deutsche Seehandel und die französischen Prisengerichte. Carl Heymann, Berlin 1873 (Digitalisat).
- Zur nordschleswigischen Frage. Leipzig 1875.
- Rußland und England. Berlin 1877.

Übersetzungen
- George Gordon Byron: Die Belagerung von Corinth. Frey nach dem Englischen. Wörmer, Hamburg 1827.
- Li Qianfu: Hoei-lan-ki. Der Kreidekreis, chinesisches Schauspiel in vier Aufzügen und einem Vorspiel. Reclam, Leipzig 1876.
- Luís de Camões: Die Lusiaden. Epos in zehn Gesängen. Philipp Reclam, Leipzig 1879 (Digitalisat – Aus dem Portugiesischen, mit kritischen, historischen, geographischen und mythologischen Noten).

Belletristik
- Ed. M. Dettinger auch ein Zeitgenosse. Hamburg 1837.
- Dom Sebastiam. Dramatisches Gedicht in 5 Akten.
- Raphael Sanzio. Trauerspiel in 5 Akten.
- Der Väter Sünde, der Enkel Fluch. Trauerspiel in 5 Akten.
- Jerusalems leßte Nacht. Trauerspiel in 5 Akten.
- Andrea. Schauspiel in 4 Akten;
- Kean oder Leidenschaft und Genie. Schauspiel in 5 Akten.
- Fehl und Sühne. Schauspiel in 4 Akten.
- Fiammina.  Schauspiel in 4 Akten.
- Goldelſe. Schauspiel in 5 Akten.
- Geheimniß der alten Mamsell. Schauspiel in 5 Akten.
- Die Grille. Schauspiel in 5 Akten.
- Der fliegende Holländer oder das Gespensterschiff. Volksstück in 4 Akten.
- Michels Wanderungen. Fastnachts-Zauberposse mit Gesang in 3 Akten, 1 Vorspiel (9 Tableaux). Belin 1851 (Digitalisat).
- Rosen im Norden oder des Teufels Wette. Romantisch-satirisches Märchen in 4 Akten.
- Undine. Die Fürstin der Wellen. Romantisches Märchen in 4 Akten.
- Der Sohn der Elfen. Romantisches Märchen in 4 Akten.
- Fröhlich. Vaudeville (mit Louis Schneider).
- Der verwünschte Brief. Posse in 3 Akten.
- Die Putzmacherin vom Louisenplatz. Lebensbild in 4 Akten.
- Robinson Crusoë. Posse in 4 Akten.
- Les animaux diplomate. Leipzig 1863.
- Don Lottario. Roman in vier Abtheilungen (aus den Memoiren eines Abgeschiedenen). 
Erste Abteilung: Im Süden.
  - 1. Band. Otto Janke, Berlin 1879, (Digitalisat)
  - 2. Band. Otto Janke, Berlin 1879, (Digitalisat)
  - 3. Band. Otto Janke, Berlin 1879, (Digitalisat)
- Quitten in Genever oder die Grippe in Wandsbeck. Parodirende Lokalposse in 3 Akten, 1880.